# モニカ・スピア
モニカ・スピア・ムーツ（Mónica Spear Mootz、1984年10月1日 - 2014年1月6日）は、ベネズエラ出身の女優。元ミス・ベネズエラ。
2004年にミス・ベネズエラに選ばれ、次年のミス・ユニバース世界大会でも第5位になった。その後は米国に住み、女優としてテレビドラマに出演していた。
2014年1月6日、休暇のため元夫や娘とベネズエラに帰国する途中、同国北部のカラボボ州で乗っていた車が故障したところを武装グループに銃撃された。スピアや元夫は死亡、娘も脚を撃たれ負傷した。